# Ніл Мопе
Ніл Мопе (фр. Neal Maupay, нар. 14 серпня 1996, Версаль) — французький футболіст, нападник клубу «Евертон». На умовах оренди грає на батьківщині за «Марсель». 
Грав, зокрема, за «Сент-Етьєн», «Брест» та «Брентфорд», а також за молодіжну збірну Франції.

## Клубна кар'єра
Народився 14 серпня 1996 року в місті Версаль. Розпочав займатись футболом в клубі «Вальбонн», з якого 2007 року перебрався до академії «Ніцци».
Дебютував у основній команді 15 вересня 2012 року в матчі чемпіонату проти «Бреста». Перший гол за команду Мопе забив 15 грудня 2012 року у ворота Бертрана Лаке з «Евіана». Всього провів в клубі три сезони, але основним гравцем не став, взявши участь у 44 матчах чемпіонату.
До складу клубу «Сент-Етьєн» приєднався 10 серпня 2015 року за 600 тис. євро. Не був основним нападником команди з Сент-Етьєна, зігравши 15 матчів чемпіонату та дебютувавши в Лізі Європи (3 матчі).
У сезоні 2016/17 перебував в оренді в клубі Ліги 2 «Брест», де з 11 голами в 28 матчах увійшов до десятки найкращих бомбардирів сезону Ліги 2.
14 липня 2017 Мопе підписав клуб другого англійського дивізіону «Брентфорд», заплативши за трансфер 2 мільйони євро. У складі клубу з околиці Лондона француз відзначився високою результативністю, ставши з 25 голами третім найкращим бомбардиром сезону Чемпіоншипу 2018/19.
5 серпня 2019 за 22 мільйони євро перейшов до клубу англійської Прем'єр-ліги «Брайтон енд Гоув Альбіон».

## Виступи за збірні
2011 року дебютував у складі юнацької збірної Франції, взяв участь у 29 іграх на юнацькому рівні, відзначившись 12 забитими голами, а також взяв участь у Юнацькому чемпіонаті Європи (U-19) 2015 року, на якому дійшов з командою до півфіналу.
2014 року залучався до матчів молодіжної збірної Франції.

## Статистика виступів

### Статистика клубних виступів
| Сезон                 | Команда               | Чемпіонат             | Чемпіонат | Чемпіонат | Національний кубок | Національний кубок | Національний кубок | Континентальні кубки | Континентальні кубки | Континентальні кубки | Інші змагання | Інші змагання | Інші змагання | Усього | Усього |
| Ігор                  | Голів                 | Ліга                  | Ігор      | Голів     | Ліга               | Ігор               | Голів              | Ліга                 | Ігор                 | Голів                | Ліга          | Ігор          | Голів         | Ігор   | Голів  |
| --------------------- | --------------------- | --------------------- | --------- | --------- | ------------------ | ------------------ | ------------------ | -------------------- | -------------------- | -------------------- | ------------- | ------------- | ------------- | ------ | ------ |
| 2012-13               | «Ніцца»               | Л1                    | 15        | 3         | КФ+КЛ              | 2+2                | 0+1                | —                    | —                    | —                    | —             | —             | —             | 19     | 4      |
| 2013-14               | «Ніцца»               | Л1                    | 16        | 2         | КФ+КЛ              | 2+1                | 1+0                | ЛЄ                   | 0                    | 0                    | —             | —             | —             | 19     | 3      |
| 2014-15               | «Ніцца»               | Л1                    | 13        | 1         | КФ+КЛ              | 1+1                | 0+1                | —                    | —                    | —                    | —             | —             | —             | 15     | 2      |
| Усього за «Ніццу»     | Усього за «Ніццу»     | Усього за «Ніццу»     | 44        | 6         |                    | 9                  | 3                  |                      | 0                    | 0                    |               | —             | —             | 53     | 9      |
| 2015-16               | «Сент-Етьєн»          | Л1                    | 15        | 1         | КФ+КЛ              | 4+1                | 2+0                | ЛЄ                   | 3                    | 0                    | —             | —             | —             | 23     | 3      |
| 2016-17               | «Брест»               | Л2 (II)               | 28        | 11        | КФ+КЛ              | 2+2                | 2+0                | —                    | —                    | —                    | —             | —             | —             | 32     | 13     |
| 2017–18               | «Брентфорд»           | Ч (ІІ)                | 42        | 12        | КА+КЛ              | 1+3                | 1+0                | —                    | —                    | —                    | —             | —             | —             | 46     | 13     |
| 2018–19               | «Брентфорд»           | Ч (ІІ)                | 43        | 25        | КА+КЛ              | 4+2                | 3+0                | —                    | —                    | —                    | —             | —             | —             | 49     | 28     |
| Усього за «Брентфорд» | Усього за «Брентфорд» | Усього за «Брентфорд» | 85        | 37        |                    | 10                 | 4                  |                      | —                    | —                    |               | —             | —             | 95     | 41     |
| Усього за кар'єру     | Усього за кар'єру     | Усього за кар'єру     | 172       | 55        |                    | 28                 | 11                 |                      | 3                    | 0                    |               | —             | —             | 203    | 66     |